# 聖賓圖體育會
聖賓圖體育會（葡萄牙語：Esporte Clube São Bento），簡稱聖賓圖（São Bento）是一支巴西聖保羅的足球會，成立於1913年。